# Lucy Morton
Lucy Morton (Knutsford, 23 febbraio 1898 – Blackpool, 26 agosto 1980) è stata una nuotatrice britannica, prima vincitrice britannica di una medaglia d'oro individuale nel nuoto.

## Biografia
Vinse il primo titolo Northern Counties nel 1913 all'età di quindici anni e tre anni dopo ottenne i primi record mondiali delle distanze delle 150 yarde a dorso e delle 200 yarde a rana. Vinse numerose gare di nuoto in acque libere.
L'annullamento dei giochi Olimpici del 1916 e l'assenza di gare femminili di nuoto alle Olimpiadi del 1920 ad Anversa le sottrassero l'opportunità di gareggiare nell'età della massima forma fisica, nel 1920 deteneva il record mondiale delle 200 yarde rana con un tempo di 3 minuti e 6 secondi. Nello stesso anno era detentrice del titolo della Amateur Swimming Association (ASA) per le distanze delle 200 yarde rana e delle 150 yarde dorso.
Dopo un'attesa di otto anni, nel febbraio del 1924, venne convocata alle selezioni per la squadra britannica in vista delle Olimpiadi di Parigi. Per favorirla in ogni modo il consiglio comunale di Blackpool decise di aprire la piscina di Cocker Street, normalmente chiusa in quel periodo dell'anno, per permetterle di allenarsi dopo l'orario lavorativo presso il locale ufficio postale.
Le gare di nuoto dei Giochi Olimpici di Parigi si tennero presso l'impianto della Piscine des Tourelles appositamente costruito per i giochi olimpici e con l'innovazione della separazioni delle corsie tramite galleggianti, gli spalti potevano ospitare 10.000 persone. Lucy vinse la sua batteria dei 200 metri rana femminile con il tempo di 3 minuti e 29.4 secondi assicurandosi un posto in finale. La favorita era la statunitense Agnes Geraghty che si era qualificata con un tempo migliore (3'27,6"),  detentrice del record del mondo era invece la britannica Irene Gilbert che però nei giorni precedenti alla gara era stata febbricitante. La statunitense dominò per i primi 150 metri ma Lucy recuperò e terminò in testa con il tempo di 3' 33,2" davanti alla Geraghty e alla britannica Gladys Carson, Irene Gilbert arrivò quinta.
Nel 1927 si è ritirata e si è sposata, prendendo il cognome del marito e diventando quindi Lucy Heaton ma rimanendo nell'ambiente sportivo come allenatrice e giudice di gara. Nel 1928 conseguì il brevetto di istruttrice per la Amateur Swimming Association e per oltre quarant'anni si dedicò all'insegnamento del nuoto nell'area di Blackpool sia nelle scuole primarie ma anche ai bambini con bisogni educativi speciali.

## Riconoscimenti
Nel 1988 venne inclusa nella International Swimming Hall of Fame in quanto pioniera del nuoto.